# Абылгазиев, Мухаммедкалый Дуйшекеевич
Абылгазиев Мухаммедкалый Дуйшекеевич (род. 20 января 1968, Кочкорский район, Нарынская область, Киргизская ССР, СССР) — киргизский государственный  и политический деятель, 23-й Премьер-министр Киргизской Республики (2018—2020).

## Биография
Мухамметкалый Абулгазиев родился 20 января 1968 года в Кочкорском районе Нарынской области Киргизской ССР.
В 1994 году окончил Киргизский сельскохозяйственный институт имени Скрябина, по специальности — агроном. В 1997 году окончил факультет экономики и бизнеса Международного университета Кыргызстана.
Работал в финансовых компаниях с 1994 до 1999 года.
С 1999 года в управлении занятости города Бишкек.
С 2003 по 2016 год работал в Социальном фонде Киргизской Республики (2010—2016 — руководитель фонда).
С 13 апреля 2016 по 22 августа 2017 года — Первый вице-премьер-министр Киргизской Республики.
С 22 августа по 25 августа 2017 года  — исполняющий обязанности премьер-министра Киргизской Республики.
С августа по сентябрь 2017 года —  Советник Президента Киргизской Республики.
С 12 сентября 2017 по 16 марта 2018 года — первый заместитель Руководителя Аппарата Президента Киргизской Республики.
С 16 марта по 20 апреля 2018 года —  Руководитель Аппарата Президента Киргизской Республики.
С 20 апреля 2018 по 15 июня 2020 года — премьер-министр Киргизской Республики.

## Награды
- Почётная грамота Министерства труда и социальной защиты КР.
- Почётная грамота Чуйской областной государственной администрации.
- Почётная грамота мэрии города Бишкек.
- Почётная грамота ЦК Профсоюзов Кыргызстана.
- Нагрудный знак «Отличник Социального фонда КР».
- Нагрудный знак «Отличник Налоговой службы».
- Медаль «За отличие в воинской службе» II степени.
- Памятный знак “25 лет со дня сооружения объекта “Укрытие” Представительства Международной общественной организации “Боевое братство без границ” в КР.